# Flickan från tändsticksfabriken
Flickan från tändsticksfabriken (originaltitel: Tulitikkutehtaan tyttö) är en finländsk dramakomedi-konstfilm från 1990 i regi av Aki Kaurismäki, med bland andra Kati Outinen. Filmen, som knappt har någon dialog, är 68 minuter lång.
Filmen fick flera Jussi-pris: bästa regi (Aki Kaurismäki), bästa kvinnliga huvudroll (Kati Outinen), bästa kvinnliga sidoroll (Elina Salo) och bästa manliga sidoroll (Esko Nikkari).
På filmfestivalen i Berlin 1990 vann filmen internationella evangeliska filmrådets Interfilm-huvudpris och internationella katolska filmrådets OCIC-hedersnominering. 

## Handling
Filmen handlar om en ung kvinna som har ett trist jobb på en tändsticksfabrik. En kväll går hon ut i sin nya klänning och dansar med en skäggig man. Hon följer sedan med denne man hem och blir gravid. Alla i hennes omgivning vänder henne ryggen och hon bestämmer sig för att hämnas.

## Medverkande
- Kati Outinen - Iris
- Elina Salo - mamma
- Esko Nikkari - styvfar
- Vesa Vierikko - Aarne
- Reijo Taipale - sångaren
- Silu Seppälä - Iris bror
- Outi Mäenpää - Iris arbetskamrat
- Marja Packalén - läkaren
- Richard Reitinger - mannen i baren
- Helka Viljanen - kontorsarbetaren
- Kurt Siilas - polis
- Ismo Keinänen - polis
- Klaus Heydemann - arbetare